# 태양 주회 궤도
태양 주회 궤도(영어: heliocentric orbit)는 태양계의 무게 중심(태양의 표면에 위치)을 도는 궤도이다. 태양계에 있는 모든 행성들과 혜성, 소행성들도 이 궤도에 있고, 많은 우주 탐사선들과 우주 쓰레기들 또한 이 궤도에 있다. 행성들의 위성들은 태양 주회 궤도에 있지 않고 각각 모행성의 궤도를 돈다.
태양계의 무게 중심은 항상 태양에 매우 가까이 있지만, 태양계에 있는 다른 천체들, 예를 들자면 목성과 같은 가스 행성들에 의해 조금씩 움직인다. 유사한 현상을 일으키는 외계 행성들의 경우 도플러법을 이용하여 발견할 수 있다.
영어 명칭의 "helio-" 접두사는 고대 그리스어 단어인 "헬리오스"(helios, "태양"이라는 뜻)에서 왔다. 또한 헬리오스는 그리스 신화에서 태양을 의인화한 것이다.
처음으로 태양 주회 궤도로 들어간 탐사선은 루나 1호이고, 루나 1호가 태양 주회 궤도로 들어간 이유는 달로 가려던 탐사선의 엔진이 잘못 작동하여서 달을 지나쳐 버렸기 때문이었다.

## 같이 보기
- 지구 주회 궤도
- 태양중심설